# Águas Vivas
Águas Vivas (em mirandês Augas Bibas) é uma povoação portuguesa do Município de Miranda do Douro que foi sede da extinta Freguesia de Águas Vivas, freguesia que tinha 14 km² de área e 163 habitantes (2011), e, por isso, uma densidade populacional de 11,6 hab/km².
A Freguesia de Águas Vivas, que fora criada em 12 de Julho de 2001, por desmembramento da vizinha freguesia de Palaçoulo, foi extinta, a 2 de Novembro de 2012, no âmbito da reorganização territorial a nível nacional (), a Freguesia de Águas Vivas foi agregada à Freguesia de Silva para criar União das Freguesias de Silva e Águas Vivas.
Águas Vivas deve o seu nome às numerosas nascentes de água que surgem à superfície, que devido às emblemáticas qualidades terão suscitado o interesse de fixação nesta localidade.
Na primeira metade de século XX, Águas Vivas, graças à exploração mineira do volfrâmio, também chamado tungsténio, tornou-se um importante local desta actividade mineira no nordeste transmontano, onde acorreram muitas pessoas para aí trabalharem.
Águas Vivas é um centro rural inserido no planalto mirandês, predominantemente ligado à agricultura e na aldeia existem algumas empresas, nomeadamente um aviário de grandes dimensões e uma unidade de transformação de carnes e produção de fumeiro.
A construção civil tem um papel importante na economia local, pelo que os habitantes gostam de afirmar que na localidade "não há desemprego nem subemprego".
Águas Vivas de acordo com os censos 2011 é o maior aglomerado populacional dentre as que compõem esta União de Freguesias.
No que diz respeito ao património edificado, termos a Igreja de Santa Catarina, a Capela de S. Sebastião, duas fontes de mergulho e um cruzeiro. A Igreja Matriz é um templo de agradável traça exterior. A fachada termina com uma sineira, colocada no centro daquela. Águas Vivas é, também, um Centro Rural, onde o homem coabita em perfeita harmonia com o meio ambiente.

## População
Freguesia criada pela Lei 18-H/2001, de 03 de Julho, com lugares desanexados da freguesia de Palaçoulo. No censo de 2011 registava 163 habitantes.